# ماتياس فيسكه
ماتياس فيسكه (بالإنجليزية: Mathias Weske)‏ (من مواليد 1963) وهو عالم حاسوب ألماني، وأستاذ تكنولوجيا العمليات التجارية في جامعة بوتسدام، والمعروف بمساهماته في مجال إدارة عمليات الأعمال ومؤسس شركة Signavio التجارية.
حصل ماتياس فيسكه على درجة الدكتوراه عام 1993 في جامعة كوبلنز-لانداو، وحصل على شهادة التأهل للأستاذية في عام 2000 في جامعة مونستر. في عام 2000-2001، كان أستاذًا مشاركًا في جامعة آيندهوفن للتكنولوجيا، وفي عام 2001 عين أستاذاً لعلوم الكمبيوتر في معهد هاسو بلاتنر التابع لجامعة بوتسدام.

## وصلات خارجية
- Mathias Weske at the University of Potsdam